# Phonk
Phonk（i/fɒŋk/），又音譯作「馮克」，一受1990年代曼菲斯說唱直接影響的陷阱嘻哈子流派，其風格特點結合了舊曼菲斯說唱磁帶，以及1990年代的取樣嘻哈人聲等元素，其中樂蘭TR-808電子鼓的牛鈴取樣聲猶為突出，同時也應用了憂郁、失真的切碎並擰緊技術。
該流派起源自1990年代的休士頓與曼菲斯等美國南部地區，其早期先驅有DJ Screw、X-Raided、DJ Spanish Fly和邪惡黑幫樂團等，而「Phonk」一詞則於2010年代初由饒舌歌手太空幽靈普特所創並普及。飄移Phonk（Drift phonk）則是初在2010年代末在俄羅斯出現的Phonk子流派，它的顯著區別為將牛鈴聲融進旋律內，伴有持續而響亮的電貝斯音。飄移Phonk的流行要歸功於社交媒體平台短影片的廣泛使用，其受歡迎程度甚至超越正宗的Phonk。

## 歷史
Phonk的風格明顯受到20世紀90年代中期美國南部的陷阱音樂影響。該流派的奠基者包括DJ Screw、X-Raided、DJ Spanish Fly、DJ Squeeky和邪惡黑幫樂團等，而在休士頓盛行的切碎並擰緊則被認為是它的前身。2010年代初，太空幽靈普特和Lil Ugly Mane等音樂人將這些風格融合，並以Phonk的形式復興。但直到2010年代中期，這音樂類型才真正長出土面，此前創作者們一直在地下推廣Phonk樂曲。
太空幽靈普特曾釋出〈Pheel tha Phonk〉、〈Bringin' tha Phonk〉和〈Keep Bringin' tha Phonk〉等單曲，以及在2012年發行其出道專輯《神秘Phonk：太空幽靈普特編年史》，因此「Phonk」一詞可說是由他一手帶起。在《衛報》的訪談中，太空幽靈普特解釋Phonk是放克（Funk）的俚語，並提及該流派會讓人想起90年代初的匪幫放克。雷恩·攝爾修斯等YouTuber亦被認為推動了Phonk的流行。
時間來到2017年末，Phonk擺脫了「粗獷、陰鬱與以曼菲斯為主的風格」的刻板形象，融入更現代的人聲，以及爵士樂和經典嘻哈等元素。攝爾修斯形容該風格已演變成「珍稀化的Phonk」，並成為了一「更為工整並接近主流陷阱的風格」。Phonk在2016至2018年間是SoundCloud上最受歡迎的音樂類型之一，其主題標籤「#phonk」幾乎每年都排在最熱門的行列。

## 特徵
Phonk直接受1990年代曼菲斯說唱的啟發，其核心在於老舊的曼菲斯說唱人聲和取樣過後的90年代初嘻哈音樂，同時通常配搭放克或爵士樂的取樣樣本。為了製造陰鬱的氛圍，Phonk也經常採用切碎並擰緊技術。
該風格的其中一個特點是無分界別與地域性，並時常與令派生自嘻哈及實驗流行的子流派興起的線上音樂分享平台SoundCloud相關連。除了上述提到的重要人物外，這新時代的音樂類別還包括DJ Smokey、DJ Yung Vamp、Soudiere和Mythic等。

## 子流派

### 飄移Phonk
飄移Phonk是源起自2010年代末俄羅斯的Phonk子流派，其中一首是2016年由「Kaito Shoma」創作的〈Scary Garry〉。它的特徵為大量使用失真、高低音和牛鈴，使得取樣的歌詞變得難以聽清，其節奏也比一般的Phonk樂曲更快。飄移Phonk經常被用作舉重、飘移、足球、日本動畫、格鬥運動和街頭飆車等題材影片的背景音樂，並在2020年籍社交媒體TikTok用戶的推廣而爆紅。另外，大部分著名的飄移Phonk創作者皆來自俄羅斯、烏克蘭、白俄羅斯或其他東歐國家。
隨著飄移Phonk在TikTok上如病毒式的傳播，其開始比原先的流派更為有名，更反過來讓Phonk一詞逐漸失去原意。在飄移Phonk於俄國境內流行起來之後，Spotify在2021年5月公佈官方精選的Phonk播放清單，內裡幾乎完全由飄移Phonk歌曲組成。